# Ciclone Lee-Ariel
O ciclone Lee-Ariel foi um ciclone tropical ativo entre 13 e 17 de Novembro de 2007 sobre o Oceano Índico. O ciclone recebeu dois nomes distintos por estar ativo em duas bacias de monitoração ciclones tropicais diferentes: a bacia do Oceano Índico sudoeste e a bacia do Oceano Índico sudeste. Lee-Ariel foi o terceiro ciclone tropical e o segundo sistema nomeado da temporada de ciclones na região da Austrália de 2007-08. Lee-Ariel também foi o segundo ciclone tropical e o primeiro sistema nomeado da temporada de ciclones no Oceano Índico sudoeste de 2007-08. Durante seu período de existência, Lee-Ariel não atingiu terras emersas e por este motivo, não houve danos ou qualquer casualidade associada ao ciclone.

## História meteorológica

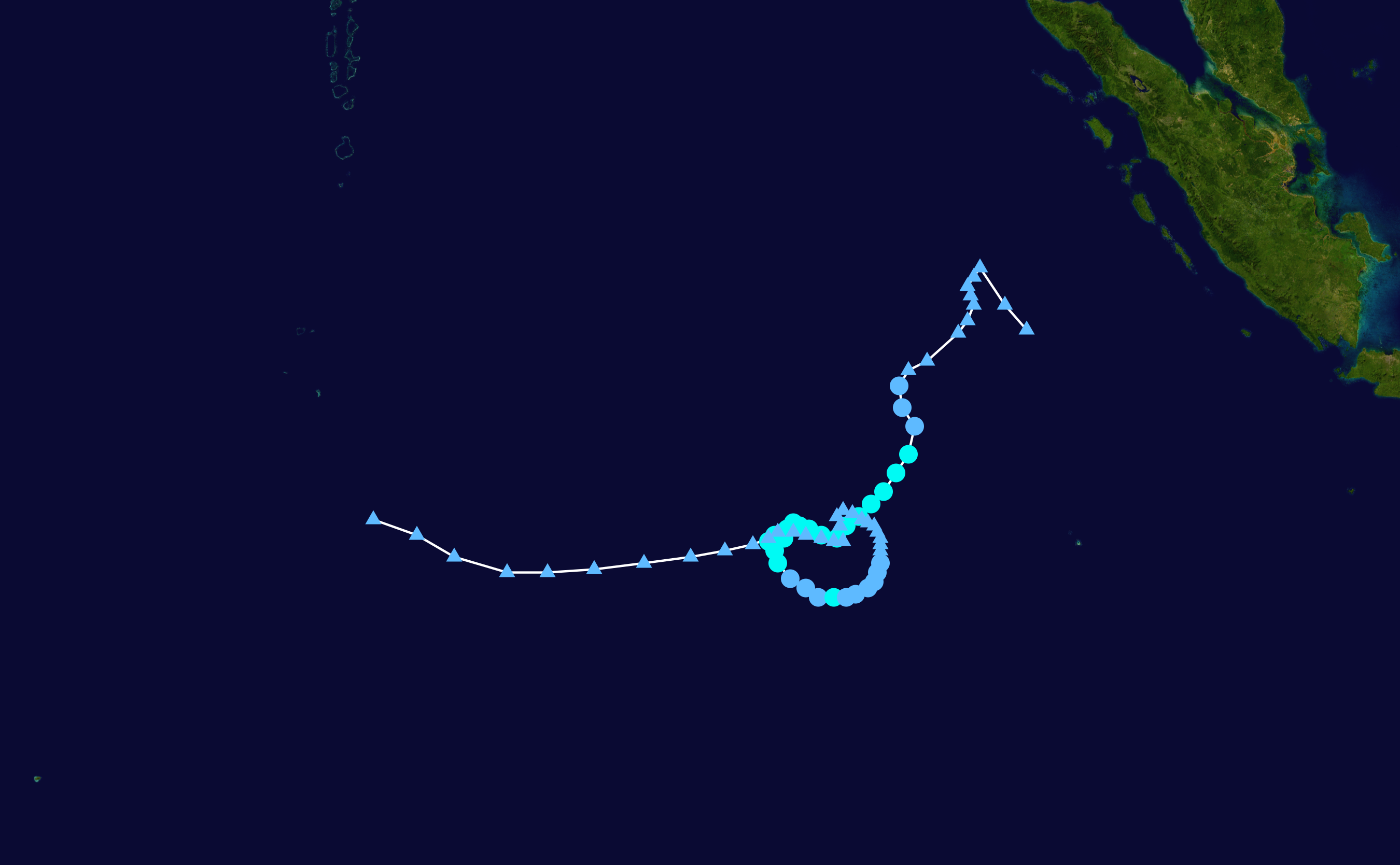
O caminho de Lee-Ariel

Uma perturbação tropical formou-se a sudoeste de Jacarta, Indonésia, em 13 de Novembro de 2007. Assim que a circulação ciclônica de superfície se consolidou, o Centro de Aviso de Ciclone Tropical (CACT) em Perth começou a emitir avisos regulares sobre o sistema em desenvolvimento enquanto ele ainda estava na área de responsabilidade do CACT de Jacarta. Em 14 de Novembro, o CACT de Perth classificou a área de baixa pressão como o ciclone tropical "Lee". Neste momento, o ciclone ainda se localizava na área de responsabilidade do CACT de Jacarta. Depois, o Joint Typhoon Warning Center emitiu um Alerta de Formação de Ciclone Tropical (AFCT) sobre o ciclone tropical Lee e logo depois designou o sistema como o ciclone tropical 03B. Em 15 de Novembro, o CACT de Perth classificou Lee como um ciclone de categoria 2. Depois, Lee cruzou o meridiano 90°L, deixando a área de responsabilidade do CACT de Perth para adentrar na área de responsabiliadade do Centro Meteorológico Regional Especializado (CMRE) de Reunião. Com isso, o CACT emitiu seu último aviso sobre Lee. Assim que adentrou a área de responsabilidade do CMRE de Reunião, o ciclone ganhou o nome de "Ariel", sendo o primeiro sistema nomeado desta bacia na temporada de 2007 e 2008. Logo depois de cruzar o meridiano 90°L, Lee, agora referido como "Ariel", continuou seu movimento para oeste-sudoeste, encontrando condições ambientais desfavoráveis para a sua existência. Em 17 de Novembro, o CMRE de Reunião classificou Ariel como uma tempestade tropical moderada. Depois, ainda no mesmo dia, o CMRE de reunião classificou Ariel como uma depressão tropical. No final de 18 de Novembro, Ariel se degenerou numa área de baixa pressão remanescente e com isso, o CMRE de Reunião e o JTWC emitiram seus últimos avisos sobre o sistema.

## Preparativos e impactos
Lee-Ariel permaneceu em mar aberto durante todo o seu período de existência. Nenhum navio ou estação meteorológica registrou os ventos do ciclone. Não há registros de danos causados pela tempestade.